# NGC 4605
NGC 4605 este o galaxie spirală barată situată în constelația Ursa Mare. A fost descoperită în 19 martie 1790 de către William Herschel. Se află la o distanță de 5,55 megaparseci de Pământ.